# Ray Perkins
Walter Ray Perkins (Petal, 6 dicembre 1941 – Northport, 9 dicembre 2020) è stato un giocatore di football americano e allenatore di football americano statunitense che ha militato nel ruolo di wide receiver nella National Football League (NFL).

## Carriera
Perkins al college giocò a football con gli Alabama Crimson Tide dal 1964 al 1966, venendo premiato come All-American nell'ultima stagione. Nella NFL giocò con i Baltimore Colts dell'allenatore Don Shula dal 1967 al 1971. Nella finale della AFC del 1970 ricevette un passaggio da touchdown da 68 yard dal quarterback Johnny Unitas che portò la squadra alla vittoria per 27-17 sugli Oakland Raiders e alla qualificazione al Super Bowl V, vinto contro i Dallas Cowboys per 16-13. Dopo il ritiro fece la sua prima esperienza come assistente allenatore con i Mississippi State Bulldogs. In seguito fu per otto anni capo-allenatore nella NFL prima con i New York Giants e poi con i Tampa Bay Buccaneers. In quel ruolo raggiunse una sola volta i playoff, in cui i Giants furono eliminati al secondo turno dai San Francisco 49ers futuri campioni nel 1981.

## Palmarès
- Campionati NFL : 1

Baltimore Colts: 1968
- Super Bowl : 1

Baltimore Colts: V
- American Football Conference Championship: 1

Baltimore Colts: 1970